# 西特拉斯森特 (佛羅里達州)
西特拉斯森特（英語：Citrus Center）是位於美國佛羅里達州沼澤縣的一個非建制地區。該地的面積和人口皆未知。

## 地理
西特拉斯森特的座標為27°48′45″N 80°14′50″W / 27.81250°N 80.24722°W，而該地的平均海拔高度為85米（即279英尺）。